# 스컨데르베우
제르지 카스트리오티(알바니아어: Gjergj Kastrioti, 1405년 5월 6일 ~ 1468년 1월 17일)는 흔히 스컨데르베우(알바니아어: Skënderbeu)라는 이름으로 알려져 있는 알바니아의 군주이자 민족 영웅이다.
1405년 중부 알바니아의 영주인 지온 카스트리오티(Gjon Kastrioti)의 아들로 태어났다. 1423년 자신의 형제들과 함께 오스만 제국의 술탄인 무라트 2세의 인질로 끌려가면서 이슬람교로 개종했다.
1443년 11월 28일 300여 명의 알바니아인들을 이끌고 오스만 제국에 저항하는 반란을 일으켰으며 기독교로 개종한 뒤에는 베네치아 공화국과 나폴리 왕국, 교황령과 동맹을 맺고 알바니아 북부 지역을 통일했다. 그가 이끈 알바니아 군대는 1448년 코소보 전투에서 유럽 연합 진영에 서서 오스만 제국과 싸웠지만 패배하였다. 알바니아는 1443년부터 1468년까지 25년 동안 자치권을 유지했지만 1479년 오스만 제국에 합병당하고 만다.

## 이름
카스트리오티(Castrioti, 1408년엔 Castriothi라고도 함)라는 이름의 원래 라틴어 형태는 현대 알바니아어 역사학에서 Kastrioti로 표현되어 있다. 슬라브 지방과 서신에서는 Đurađ과 Đorđe를 그의 이름으로 사용한다. 1450년에 그의 정식 이름은 고(古)슬라브 키릴어로 Đurađ Kastriot (Ђурьђ Кастриот)로 쓰여졌다. 제르지는 알바니아어로 조지(George)라는 이름에 해당한다. 샤를 뒤 프레즈(Charles du Fresne, 1610-1688)는 라틴어로 쓴 글에서 게오르기우스 카스트리오투스 스칸데르베구스(Georgius Castriotus Scanderbegus)를 작품에 사용했다. C. C. Moore는 Skanderbeg(1850)에 관한 전기 작품에서 Castriot을 사용했다. 성(城)은 그리스어 κάστρε(城)을 통하여 라틴어 castrum에서 유래한다. Fan Noli에 의하면, 성은 현대 알바니아 북동부의 Kastriot의 toponym이다.
오스만인들이 그의 군사적 재능이 알렉산더 대왕에 비교될 만하다고 하여 알렉산더의 터키어 이름인 '이스켄데르'와 그가 받은 '베이'라는 작위를 합쳐서 "스컨데르베우"(터키어: İskender Bey, 아랍어:  اسکندر بگ, 이스켄데르 베이)라는 칭호를 받게 된다. "스컨데르베우"(영어로는 Scanderbeg 또는 Skanderbeg, 알바니아어로는 Skënderbeu 또는 Skënderbej)라는 이름도 여기서 유래된 이름이다. 스컨데르베우에 의해 Ragusa에게 보내진 세르비아어와 키릴 문자로 된 1450년의 편지에서 그는 "Скедерь бегь"(Skeder beg)로 서명하였고, 1459년에는 "Скендьрь бегь"(Skender beg)으로 서명하였다. Barleti의 버전에서 스칸데르베기(Scanderbegi)로 라틴화되었고 영어로 번역된 스칸데르베그(Skanderbeg)의 군사 기술을 알렉산더 대왕과 비교한 것으로 추측된다. 1463년에 그의 이름은 라틴어로 조르지 카스트리오티(Zorzi Castrioti)라고 쓰여졌다.

## 일화
스컨데르베우는 자기 부하인 병졸 하나를 죽이려고 쫓아갔다. 그때 이 병졸은 그의 마음을 달래어 보려고 갖은 탄원으로 공손히 애걸해 보아도 소용이 없자, 궁극에 몰린 나머지 악이 나서 칼을 뽑아 들고 기다리기로 작정했다. 그러자 이 굳은 결심을 본 스컨데르베우는 그만 분한 마음을 풀고 장한 태도를 가상히 여겨, 도리어 그를 총애하게 되었다.